# Certificat de vie
 (avril 2021).
Si vous disposez d'ouvrages ou d'articles de référence ou si vous connaissez des sites web de qualité traitant du thème abordé ici, merci de compléter l'article en donnant les références utiles à sa vérifiabilité et en les liant à la section « Notes et références ».
Ne doit pas être confondu avec Preuve de vie.
En France, le certificat de vie est un document qui certifie l’existence de la vie de quelqu’un.
Ce type de document est parfois réclamé par des administrations, des caisses d'assurance ou des assureurs concernant certains administrés vivant parfois hors du territoire français afin de maintenir le versement de pensions de retraite ou d'invalidité.